# Sankt Stefan ob Stainz
Sankt Stefan ob Stainz è un comune austriaco di 3 569 abitanti nel distretto di Deutschlandsberg, in Stiria. Il 1º gennaio 2015 ha inglobato i precedenti comuni di Greisdorf e Gundersdorf.